# Liste des montagnes russes d'Intamin
| Nom                                                         | Parc                                      | Pays                | Type                                                                                       | Année | Photo |
| ----------------------------------------------------------- | ----------------------------------------- | ------------------- | ------------------------------------------------------------------------------------------ | ----- | ----- |
| 10 Inversion Roller Coaster                                 | Chimelong Paradise                        | Chine               | Montagnes russes assises                                                                   | 2006  |       |
| Alpine Bobsled                                              | Six Flags Great Escape Theme Park & Lodge | États-Unis          | Montagnes russes bobsleigh                                                                 | 1998  |       |
| Altair                                                      | Cinecittà World                           | Italie              | Montagnes russes assises                                                                   | 2014  |       |
| American Eagle                                              | Six Flags Great America                   | États-Unis          | Montagnes russes racing                                                                    | 1981  |       |
| Atlantis Adventure                                          | Lotte World                               | Corée du Sud        | Montagnes russes lancées                                                                   | 2003  |       |
| Avalancha                                                   | Xetulul                                   | Guatemala           | Montagnes russes assises                                                                   | 2002  |       |
| Avatar Airbender                                            | Mall of America                           | États-Unis          | Montagnes russes lancées navette Half Pipe Coaster                                         | 2008  |       |
| Balder                                                      | Liseberg                                  | Suède               | Montagnes russes en bois préfabriquées                                                     | 2003  |       |
| Batman: The Escape                                          | Six Flags Darien Lake                     | États-Unis          | Montagnes russes en position verticale                                                     | 2006  |       |
| Bobbaan                                                     | Efteling                                  | Pays-Bas            | Montagnes russes bobsleigh                                                                 | 1985  |       |
| California Screamin'                                        | Disney California Adventure               | États-Unis          | Montagnes russes assises                                                                   | 2001  |       |
| Cheetah Hunt                                                | Busch Gardens Tampa                       | États-Unis          | Montagnes russes lancées                                                                   | 2011  |       |
| Cobra                                                       | La Ronde                                  | Canada              | Montagnes russes en position verticale                                                     | 1995  |       |
| Colossos                                                    | Heide-Park                                | Allemagne           | Montagnes russes en bois préfabriquées                                                     | 2001  |       |
| Colossus                                                    | Thorpe Park                               | Royaume-Uni         | Montagnes russes assises                                                                   | 2002  |       |
| Comet Express                                               | Lotte World                               | Corée du Sud        | Montagnes russes tournoyantes en intérieur                                                 | 1995  |       |
| Desert Race                                                 | Heide-Park                                | Allemagne           | Montagnes russes lancées                                                                   | 2007  |       |
| Disaster Transport                                          | Cedar Point                               | États-Unis          | Montagnes russes bobsleigh en intérieur                                                    | 1995  |       |
| Divertical                                                  | Mirabilandia                              | Italie              | Montagnes russes aquatiques                                                                | 2012  |       |
| Dragon                                                      | La Ronde                                  | Canada              | Montagnes russes junior                                                                    | 1994  |       |
| Elf                                                         | Parc Hirakata                             | Japon               | Montagnes russes en bois                                                                   | 2001  |       |
| El Toro                                                     | Six Flags Great Adventure                 | États-Unis          | Montagnes russes en bois préfabriquées                                                     | 2006  |       |
| Expedition GeForce                                          | Holiday Park                              | Allemagne           | Méga montagnes russes                                                                      | 2001  |       |
| Fahrenheit                                                  | Hersheypark                               | États-Unis          | Montagnes russes assises                                                                   | 2008  |       |
| Flash: Vertical Velocity anciennement V2: Vertical Velocity | Six Flags Discovery Kingdom               | États-Unis          | Montagnes russes lancées navette à véhicules suspendus                                     | 2001  |       |
| Flight of the Phoenix                                       | Harborland                                | Chine               | Montagnes russes assises                                                                   | 2006  |       |
| Fly Over Mediterranean                                      | Happy Valley (Chengdu)                    | Chine               | Mega-Lite Coaster (ressemblent à des hyper montagnes russes, mais font moins de 60 mètres) | 2009  |       |
| Formula Rossa                                               | Ferrari World Abu Dhabi                   | Émirats arabes unis | Montagnes russes lancées                                                                   | 2010  |       |
| Furius Baco                                                 | PortAventura Park                         | Espagne             | Montagnes russes Wing Rider                                                                | 2007  |       |
| Galaxy Express 999                                          | Epson Aqua Stadium                        | Japon               | Montagnes russes en intérieur                                                              | 2005  |       |
| Goliath                                                     | Walibi Holland                            | Pays-Bas            | Mega-Lite Coaster (ressemblent à des hyper montagnes russes, mais font moins de 60 mètres) | 2002  |       |
| Green Lantern: First Flight                                 | Six Flags Magic Mountain                  | États-Unis          | Montagnes russes quadridimensionnelles                                                     | 2011  |       |
| Hakugei anciennement White Cyclone                          | Nagashima Spa Land                        | Japon               | Montagnes russes en bois                                                                   | 1984  |       |
| Half Pipe                                                   | Särkänniemi                               | Finlande            | Montagnes russes lancées navette Half Pipe Coaster                                         | 2003  |       |
| Half Pipe                                                   | Elitch Gardens                            | États-Unis          | Montagnes russes lancées navette Half Pipe Coaster                                         | 2004  |       |
| Half Pipe                                                   | Don Quijote                               | Japon               | Montagnes russes lancées navette Half Pipe Coaster                                         | 2005  |       |
| Half Pipe                                                   | Chimelong Paradise                        | Chine               | Montagnes russes lancées navette Half Pipe Coaster                                         | 2006  |       |
| Hyperion                                                    | Energylandia                              | Pologne             | Montagnes russes assises                                                                   | 2018  |       |
| Indiana Jones et le Temple du Péril                         | Parc Disneyland                           | France              | Montagnes russes assises                                                                   | 1993  |       |
| Inferno anciennement Darkmare                               | Cinecittà World                           | Italie              | Montagnes russes assises                                                                   | 2014  |       |
| Inferno                                                     | Terra Mítica                              | Espagne             | Montagnes russes quadridimensionnelles                                                     | 2007  |       |
| Insane                                                      | Gröna Lund                                | Suède               | Montagnes russes quadridimensionnelles                                                     | 2009  |       |
| Intimidator 305                                             | Kings Dominion                            | États-Unis          | Giga montagnes russes                                                                      | 2010  |       |
| iSpeed                                                      | Mirabilandia                              | Italie              | Montagnes russes lancées                                                                   | 2009  |       |
| Jet Rescue                                                  | Sea World                                 | Australie           | Montagnes russes de motos lancées                                                          | 2008  |       |
| Jr. Gemini                                                  | Cedar Point                               | États-Unis          | Montagnes russes junior                                                                    | 1979  |       |
| Jupiter                                                     | Kijima Amusement Park                     | Japon               | Montagnes russes en bois                                                                   | 1992  |       |
| Kanonen                                                     | Liseberg                                  | Suède               | Montagnes russes lancées                                                                   | 2005  |       |
| Kawasemi                                                    | Tobu Zoo Park                             | Japon               | Mega-Lite Coaster (ressemblent à des hyper montagnes russes, mais font moins de 60 mètres) | 2008  |       |
| Kingda Ka                                                   | Six Flags Great Adventure                 | États-Unis          | Strata montagnes russes lancées                                                            | 2005  |       |
| Kirnu                                                       | Linnanmäki                                | Finlande            | Montagnes russes quadridimensionnelles                                                     | 2007  |       |
| Kondaa                                                      | Walibi Belgium                            | Belgique            | Mega montagnes russes                                                                      | 2021  |       |
| La Vibora                                                   | Six Flags Over Texas                      | États-Unis          | Montagnes russes bobsleigh                                                                 | 1986  |       |
| Maverick                                                    | Cedar Point                               | États-Unis          | Montagnes russes lancées                                                                   | 2007  |       |
| Mega-Lite                                                   | Happy Valley (Shanghai)                   | Chine               | Mega-Lite Coaster (ressemblent à des hyper montagnes russes, mais font moins de 60 mètres) | 2009  |       |
| Mick Doohan's Motocoaster                                   | Dreamworld                                | Australie           | Montagnes russes de motos lancées                                                          | 2007  |       |
| Millennium Force                                            | Cedar Point                               | États-Unis          | Giga montagnes russes                                                                      | 2000  |       |
| Mine Train Coaster                                          | Happy Valley (Shanghai)                   | Chine               | Train de la mine                                                                           | 2009  |       |
| Mine Train Ulven                                            | Bakken                                    | Danemark            | Train de la mine                                                                           | 1997  |       |
| Montaña Rusa Infantil                                       | Parque de la Ciudad                       | Argentine           | Montagnes russes lancées                                                                   | 1982  |       |
| Namazu                                                      | Vulcania                                  | France              | Montagnes russes junior                                                                    | 2021  |       |
| Objectif Mars                                               | Futuroscope                               | France              | spining coaster familial avec free fall et effets spéciaux                                 | 2020  |       |
| O Mundo da Xuxa                                             | O Mundo da Xuxa                           | Brésil              | Montagnes russes junior                                                                    | 1997  |       |
| Piraten                                                     | Djurs Sommerland                          | Danemark            | Mega-Lite Coaster (ressemblent à des hyper montagnes russes, mais font moins de 60 mètres) | 2008  |       |
| Possessed                                                   | Dorney Park & Wildwater Kingdom           | États-Unis          | Montagnes russes navette lancées inversées                                                 | 2008  |       |
| Raging Spirits                                              | Tokyo DisneySea                           | Japon               | Montagnes russes assises                                                                   | 2005  |       |
| Red Force                                                   | Ferrari Land                              | Espagne             | Montagnes russes lancées                                                                   | 2017  |       |
| RC Racer                                                    | Parc Walt Disney Studios                  | France              | Montagnes russes lancées navette Half Pipe Coaster                                         | 2010  |       |
| RC Racer                                                    | Hong Kong Disneyland                      | Chine               | Montagnes russes lancées navette Half Pipe Coaster                                         | 2011  |       |
| Rita                                                        | Alton Towers                              | Royaume-Uni         | Montagnes russes lancées                                                                   | 2005  |       |
| Sahara Twist                                                | Leofoo Village Theme Park                 | Taïwan              | Montagnes russes tournoyantes                                                              | 2002  |       |
| Screaming Condor                                            | Leofoo Village Theme Park                 | Taïwan              | Montagnes russes navette lancées inversées                                                 | 2001  |       |
| Senzafiato                                                  | Miragica                                  | Italie              | Montagnes russes lancées                                                                   | 2009  |       |
| The Wave                                                    | Drayton Manor                             | Royaume-Uni         | Montagnes russes assises                                                                   | 1994  |       |
| Skull Mountain                                              | Six Flags Great Adventure                 | États-Unis          | Montagnes russes junior en intérieur                                                       | 1996  |       |
| Skycar                                                      | Mysterious Island                         | Chine               | Montagnes russes lancées                                                                   | 2005  |       |
| Skyrush                                                     | Hersheypark                               | États-Unis          | Méga montagnes russes                                                                      | 2012  |       |
| Speed Monster                                               | TusenFryd                                 | Norvège             | Montagnes russes lancées                                                                   | 2006  |       |
| Spiral Coaster                                              | Al-Sha'ab Leisure Park                    | Koweït              | Montagnes russes pipeline                                                                  | 2000  |       |
| Stealth                                                     | Thorpe Park                               | Royaume-Uni         | Méga montagnes russes lancées                                                              | 2006  |       |
| Steel Venom                                                 | Valleyfair                                | États-Unis          | Montagnes russes navette lancées inversées                                                 | 2003  |       |
| Storm Runner                                                | Hersheypark                               | États-Unis          | Montagnes russes lancées                                                                   | 2004  |       |
| Superman Escape                                             | Warner Bros. Movie World Australia        | Australie           | Montagnes russes lancées                                                                   | 2005  |       |
| Superman: Escape from Krypton                               | Six Flags Magic Mountain                  | États-Unis          | Strata montagnes russes lancées navette racing                                             | 1997  |       |
| Superman - Ride Of Steel                                    | Six Flags America                         | États-Unis          | Méga montagnes russes                                                                      | 2000  |       |
| Superman the Ride                                           | Six Flags New England                     | États-Unis          | Méga montagnes russes                                                                      | 2000  |       |
| Super Montaña Rusa Infantil                                 | Parque de la Ciudad                       | Argentine           | Montagnes russes junior                                                                    | 1983  |       |
| Supersonic Odyssey                                          | Berjaya Times Square Theme Park           | Malaisie            | Montagnes russes en intérieur                                                              | 2003  |       |
| Surfrider                                                   | Atallah Happy Land Park                   | Arabie saoudite     | Montagnes russes navette                                                                   | 2012  |       |
| Surfrider                                                   | Wet'n'Wild Water World                    | Australie           | Montagnes russes lancées navette Half Pipe Coaster                                         | 2007  |       |
| Taron                                                       | Phantasialand                             | Allemagne           | Montagnes russes lancées                                                                   | 2016  |       |
| T Express                                                   | Everland Resort                           | Corée du Sud        | Montagnes russes en bois préfabriquées                                                     | 2008  |       |
| Thirteen                                                    | Alton Towers                              | Royaume-Uni         | Montagnes russes assises                                                                   | 2010  |       |
| Thunder dolphin                                             | Tokyo Dome City Attractions               | Japon               | Méga montagnes russes                                                                      | 2003  |       |
| Top Thrill Dragster                                         | Cedar Point                               | États-Unis          | Strata montagnes russes lancées                                                            | 2003  |       |
| Tornado                                                     | Parque de Atracciones de Madrid           | Espagne             | Montagnes russes inversées                                                                 | 1999  |       |
| Tornado                                                     | Särkänniemi                               | Finlande            | Montagnes russes inversées                                                                 | 2001  |       |
| Tornado                                                     | Bakken                                    | Danemark            | Montagnes russes tournoyantes                                                              | 2009  |       |
| Toutatis                                                    | Parc Astérix                              | France              | Montagnes russes lancées                                                                   | 2023  |       |
| Tower of Terror                                             | Dreamworld                                | Australie           | Giga montagnes russes lancées navette                                                      | 1997  |       |
| Vertical Velocity                                           | Six Flags Great America                   | États-Unis          | Montagnes russes lancées navette à véhicules suspendus                                     | 2001  |       |
| Vertigorama                                                 | Parque de la Ciudad                       | Argentine           | Montagnes russes racing                                                                    | 1983  |       |
| Viper                                                       | Doocoland                                 | Corée du Sud        | Montagnes russes junior                                                                    | 1995  |       |
| Volcano, The Blast Coaster                                  | Kings Dominion                            | États-Unis          | Montagnes russes lancées inversées                                                         | 1998  |       |
| Vurang                                                      | Hopi Hari                                 | Brésil              | Montagnes russes tournoyantes en intérieur                                                 | 1999  |       |
| Woodstock Express                                           | California's Great America                | États-Unis          | Montagnes russes junior                                                                    | 1987  |       |
| Xcelerator                                                  | Knott's Berry Farm                        | États-Unis          | Méga montagnes russes lancées                                                              | 2002  |       |
| Yukon Quad                                                  | Le Pal                                    | France              | Montagnes russes lancées                                                                   | 2018  |       |
| Zaturn                                                      | Space World                               | Japon               | Méga montagnes russes lancées                                                              | 2006  |       |